# Brot d'Ebola a la República Democràtica del Congo del 2017
El brot d'ebola a la República Democràtica del Congo és el nom donat a l'epidèmia de febre hemorràgica de l'Ebola que es va iniciar a la República Democràtica del Congo, segons l'OMS l'11 maig de 2017. El 13 de maig s'havien documentat 11 possibles casos, a més de 2 morts que podien haver estat relacionades amb el virus de l'ebola.
L'ebola és definida pels Centres per al Control i Prevenció de Malalties (CDC) com una febre hemorràgica de natura viral que pot causar la mort, el primer cas de la qual fou identificat el 1976 a prop del riu Ebola, a la República Democràtica del Congo.
Entre el 2013 i el 2016 hi va haver més de 11.300 morts a causa del Brot d'Ebola a l'Àfrica de l'oest de 2014. El 14 de maig de 2017 s'estima que hi ha 125 afectats del virus de l'ebola a la República Democràtica del Congo, a més de 17 casos adiccionals sospitosos.

## Epidemiologia
Segons el primer situation report efectuat per l'Organització Mundial de la Salut datada del 15 de maig de 2017 afirma que hi ha hagut fins al moment 19 casos sospitosos i tres morts afirmades. The affected areas of the DRC are Mouma, Ngay and Nambwa, the index case was a 39 year old male. Les zones afectades de la República Democràtica del Congo fins aquest dia són Mouma, Ngay i Nambwa i el índex del cas inclou a 38 malalts masculins adults.
El 16 de maig del 2017 l'OMS havia confirmat un total de tres víctimes mortals degut a aquest brot. A la mateixa data hi havia 20 casos sospitosos, tots a la zona de Likati, a prop de la frontera amb la República Centreafricana.

## Virologia

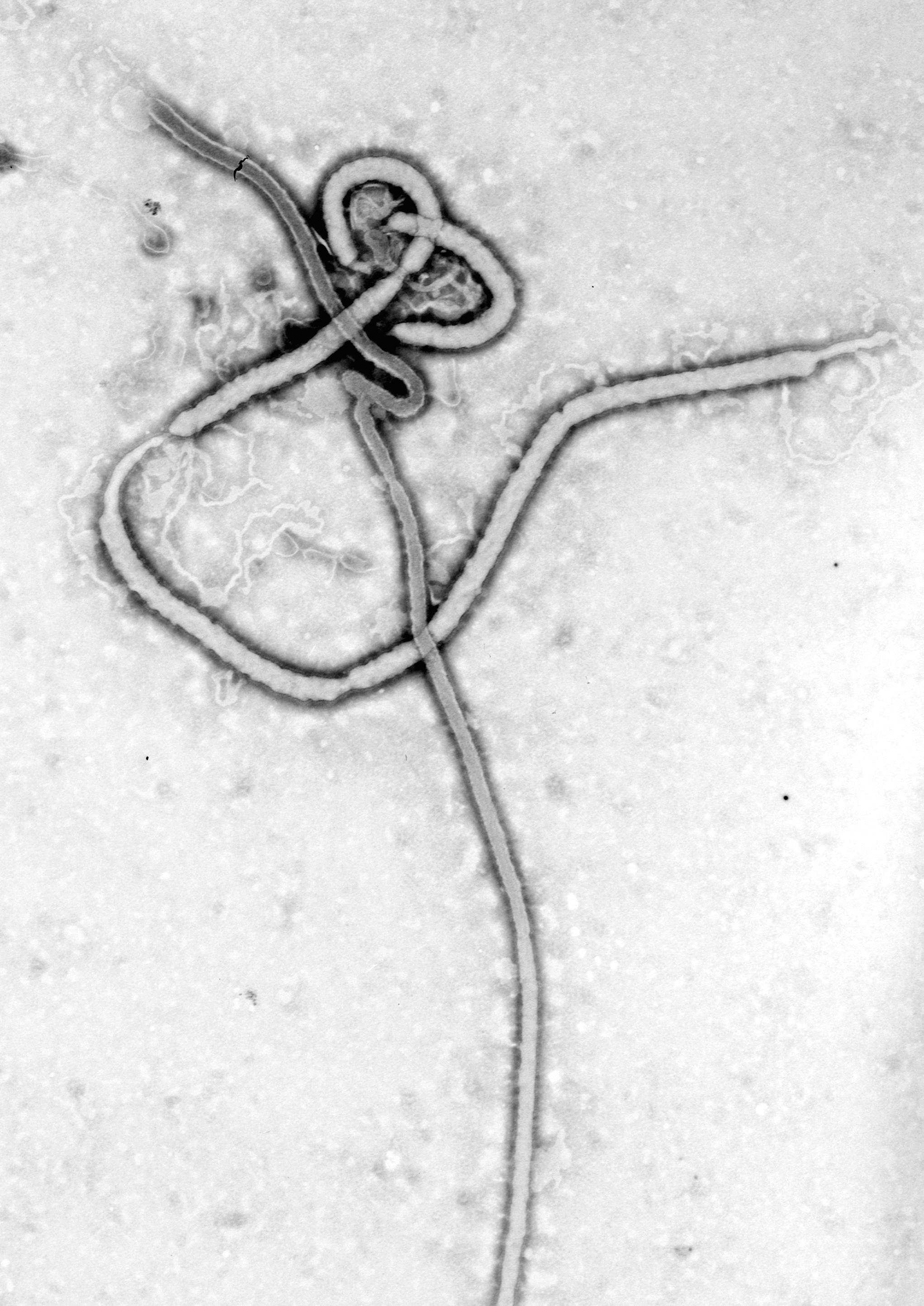
Virus de l'ebola

S'ha confirmat que el subtipus d'ebola d'aquest brot és el zaire ebolavirus que forma part de la família Filoviridae. És un virus d'àcid ribonucleic monocatenari que té un índex de mortalitat d'entre un 60% i un 90%.

## Història
A la República Democràtica hi ha hagut un total de 7 brots de febre hemorràgica d'ebola, incloent-hi el primer, que va succeir el 1976. Aquest virus va prendre el seu nom, ja que es va documentar en les persones humanes per primera vegada en un poble a prop del riu Ebola.